# Jermaine Taylor (labdarúgó)
Jermaine Taylor (Portland, 1985. január 14. –) jamaicai labdarúgó, a Houston Dynamo hátvédje.
2004-ben mutatkozott be a jamaicai válogatottban, és 2017-ig összesen 101 meccsen játszott nemzeti színekben.

## Sikerei, díjai

### Klubcsapatokkal
Harbour View
- Jamaicai bajnokság (1): 2017
- Karibi klubcsapatok kupája (1) : 2004

Houston Dynamo
- Major League Soccer Keleti konferencia bajnokság (2): 2011, 2012

### A válogatottal
Jamaica
- Karibi kupa (3): 2005, 2010, 2014